# 千歳橋 (千歳市)
千歳橋（ちとせばし）は、北海道千歳市の千歳川に架かる国道36号の橋。

## 歴史
現在の橋は、1952年（昭和27年）10月より行われた日米行政協定に基づく「札幌・千歳間道路」の改良舗装工事の一環として、橋長36m、幅員17mの鉄筋コンクリートT桁橋として架換整備されたものである 。この際には橋が飛行機で千歳に着いた客の目に触れることを考慮して高欄にも工夫がなされた。
1989年（平成元年）の改修工事の際には、千歳市が、橋の両端の歩道脇の路面4ヶ所に石を敷き詰めて図案化した鶴の絵を設置した。川上側の2ヶ所の絵は約1m四方、川下側の2ヶ所の絵は縦約1m横約3mの大きなもので、この地が鶴の飛来地であることから「鶴は千年」の連想で千歳と命名された故事にちなんだもので、橋を通るバスの車窓からもよく見え、観光客に親しまれていた。しかし2014年（平成26年）の改修工事で、路面の劣化から鶴の絵は撤去された。
2006年（平成18年）時点においては、弾丸道路で架替・改良された橋梁13橋のうち当時の姿を残すものは千歳橋の他、北広島市の嶋松橋があったが、嶋松橋は2015年（平成27年）10月に架け替えられた。

## 周辺
- スギハラ薬局錦町店 ＝ 錦町1丁目
- ホテルかめや ＝ 本町1丁目
- 千歳市立千歳小学校 ＝ 本町3丁目
- 千歳市シルバー人材センター ＝ 本町3丁目